# Pandománie
Pandománie (anglicky: Pandamonium-Earthquake rescue panda) je americký přírodopisný dokument, který měl premiéru v roce 2007 na televizní stanici Animal Planet. Dokument popisuje záchranu pand velkých, když zemětřesení zničilo chovnou stanici v Číně. Česky byl vysílán dokument jak v české verzi Animal Planet, tak na ČT2.